# Pirata denticulatus
Pirata denticulatus är en spindelart som beskrevs av Liu 1987. Pirata denticulatus ingår i släktet Pirata och familjen vargspindlar. Inga underarter finns listade i Catalogue of Life.